# چن پو
چن پو (انگلیسی: Chen Pu؛ زادهٔ ۱۵ ژانویهٔ ۱۹۹۷) بازیکن فوتبال است.
از باشگاه‌هایی که در آن بازی کرده‌است می‌توان به باشگاه فوتبال ژجیانگ اشاره کرد.
وی همچنین در تیم‌های ملی فوتبال زیر ۲۳ سال چین و چین بازی کرده‌است.